# Bañares
Bañares es un municipio perteneciente a la comunidad autónoma de La Rioja(España). Se encuentra ubicado en la Rioja Alta y dentro de ella en la comarca de Santo Domingo de la Calzada, a unos 45 km al oeste de Logroño. 
Su economía se basa principalmente en la agricultura. Especialmente en el cultivo de la patata, cereal, remolacha y alubia verde.

## Historia
Las primeras referencias a la existencia de la villa de Bañares acreditan su existencia ya en el año 1051: Scemeno Munioz de Cerratón en su carta de una donación que hace a San Millán, siengo Garsea rey de Pamplona, era 1089, pone de testigo a Lope Enecores de Vaniares.
En el año 1075 don Sancho, rey de Nájera y la reina doña Placencia donaron a San Millán el monasterio de Santa María de Bañares.
En el año 1079 Fortún Aznares de Bañares mandó sepultar su cuerpo en San Millán y que se le diesen también a este los palacios, Collazos y Divisas que poseía en Bañares.
En el año 1133 el rey Alfonso el Batallador, que señoreaba La Rioja, donó a Pedro, Arcediano y rector de la iglesia del Salvador, toda la heredad que por decreto Real tocaba al castillo de Bilibio, con toda la heredad del Rey en la villa de Bañares.
En 1157, en la planicie de Valpierre, próxima a Bañares, fue escenario de dos combates entre las tropas de Sancho III de Castilla y de Sancho III de Navarra, al haber intentado este aprovechar la muerte de Alfonso VII para conquistar terrenos castellanos.
En el año 1167 doña Urraca, mujer de Pedro González de Álava donó a San Millán un solar y dos Collazos poblados en Bañares.
En la Edad Media la villa formó parte de la Junta de Valpierre.
Don Diego López de Haro décimo señor de Vizcaya tuvo como hija a doña Toda López de Haro que se casó con Íñigo Ortiz, señor de Estúñiga, Bañares y Alesanco.
Hacia 1200 Pedro Fernández de Villegas "el Primigenio", primer señor de Villegas y otros feudos, era también señor de Bañares, y en 1212, pasaría a ser uno de los héroes de la batalla de las Navas de Tolosa.
La villa fue escenario de cruentas batallas en los siglos XII y XIII entre los reinos de Navarra y Castilla.
En el encinar de Bañares celebró concejo Enrique de Trastámara en el año 1367 con Beltrán Caquín y demás cabos de su ejército a cerca de dar a don Pedro la batalla que perdieron en los campos de Nájera.
En Bañares residieron durante mucho tiempo los López de Haro, señores de Vizcaya y gobernadores de La Rioja, pero el apogeo  de la cercana ciudad de Santo Domíngo de la Calzada contribuyó a  que muchos de sus vecinos se trasladaran a esta ciudad.
En 1478, se concedió el título de conde de Bañares a favor de Álvaro de Zúñiga y Guzmán, propietario del castillo, del que restan hoy algunas ruinas, perteneciendo la localidad a su señorío hasta la abolición de este sistema jurisdiccional en 1811.
El fraile Mateo Anguiano Nieva en su libro del año 1701 titulado Compendio Historial de la provincia de La Rioja explicaba la vida de San Formedio de Bañares, cuyo cuerpo fue trasladado a esta localidad y se encuentra en la iglesia parroquial de Santa Cruz. Habla sobre el municipio y distingue entre el condado de Bañares y el de Treviño.
En una fecha situada entre los años 1790 y 1801 Bañares se integra en la Real Sociedad Económica de La Rioja, la cual era una de las sociedades de amigos del país fundadas en el siglo XVIII conforme a los ideales de la ilustración.
Según cuenta Ángel Casimiro de Govantes en su Diccionario Geográfico-histórico de La Rioja del año 1846, Bañares tenía entonces un hospital fundado en el año 1387. También menciona la existencia de un castillo en ruinas, todavía hoy existente, que perteneció a los Condes de Bañares. Producía entonces según este autor granos, legumbres y ganados. Explica asimismo que en épocas anteriores a la fecha de redacción de este libro producía vino, pero que en aquel año su fabricación estaba en decadencia. Por su parte Pascual Madoz en su Diccionario Gográfico-histórico-estadístico de España y sus posesiones de Ultramar elaborado entre los años 1845 y 1850 dice sobre la localidad que tenía entonces 161 casa, un ayuntamiento donde se ubicaba la cárcel y una escuela de primeras letras a la que acudían 40 niños de ambos sexos. Tenía mesón, tabernas, dos tiendas de abacería, hornos de pan,  un granero, una iglesia, una ermita y tres fuentes de agua para uso doméstico de los vecinos. El correo se recibía desde Santo Domingo de la Calzada tres veces por semana. Producía mucho trigo, cebada, centeno, legumbres, hortalizas y poco vino. Había ganado vacuno, caballar, mular, ovino lanar y caprino. Había caza de perdices codornices, conejos y liebres. En cuanto a su comercio se exportaban granos y se importaba aceite, vino, garbanzos y otros frutos. Su población era de 128 vecinos y 672 almas.

## Geografía humana

### Demografía
Cuenta con una población de 199 habitantes (INE 2024).
| Gráfica de evolución demográfica de Bañares entre 1842 y 2021                                                         |
| |
| Población de derecho según los censos de población del INE. Población de hecho según los censos de población del INE. |

## Administración
| Periodo   | Nombre                                         | Partido |
| --------- | ---------------------------------------------- | ------- |
| 1979-1983 | Ramón Palacios Palacios                        | UCD     |
| 1987-1991 | Jesús Palacios Metola                          | AP      |
| 1991-1995 | Andrés Palacios Palacios                       | PP      |
| 1995-1999 | Mª Ángeles del Val Gómez                       | PP      |
| 1999-2003 | Jaime Aparicio Guerrero                        | PSOE    |
| 2003-2007 | Jaime Aparicio Guerrero                        | PSOE    |
| 2007-2011 | Félix Andrés Gimilio Ortiz                     | PSOE    |
| 2011-2015 | Antonio Santiago Ortiz de Landázuri Llamazares | PSOE    |
| 2015-2019 | Antonio Santiago Ortiz de Landázuri Llamazares | PSOE    |
| 2019-2023 | Antonio Santiago Ortiz de Landázuri Llamazares | PSOE    |

## Economía

### Evolución de la deuda viva
El concepto de deuda viva contempla sólo las deudas con cajas y bancos relativas a créditos financieros, valores de renta fija y préstamos o créditos transferidos a terceros, excluyéndose, por tanto, la deuda comercial.
| Gráfica de evolución de la deuda viva del ayuntamiento entre 2008 y 2014                             |
| |
| Deuda viva del ayuntamiento en miles de Euros según datos del Ministerio de Hacienda y Ad. Públicas. |

La deuda viva municipal por habitante en 2014 ascendía a 0 €.

## Etimología
En una bula de 1199 por la que se concedían privilegios al monasterio de San Millán de la Cogolla aparece nombrado como Bannares, con el sufijo colectivo -ar y el plural femenino mozárabe -es. El topónimo hace referencia a baños, generalmente utilizados en época romana.

### Apellido
Bañares es también un apellido oriundo de Valgañón, con ramas conocidas en La Rioja, Madrid, País Vasco, Cataluña, Canarias, Argentina, Chile y Filipinas.
Ver https://web.archive.org/web/20121217015033/http://www.labscittec.es/valganon/APELLIDOS/banares.html . Este apellido procede del pueblo de Bañares. Procede de Juan, un vecino de este pueblo que en 1555 fue a vivir a Valgañón, otro pueblo de La Rioja a poco más de veinte kilómetros.

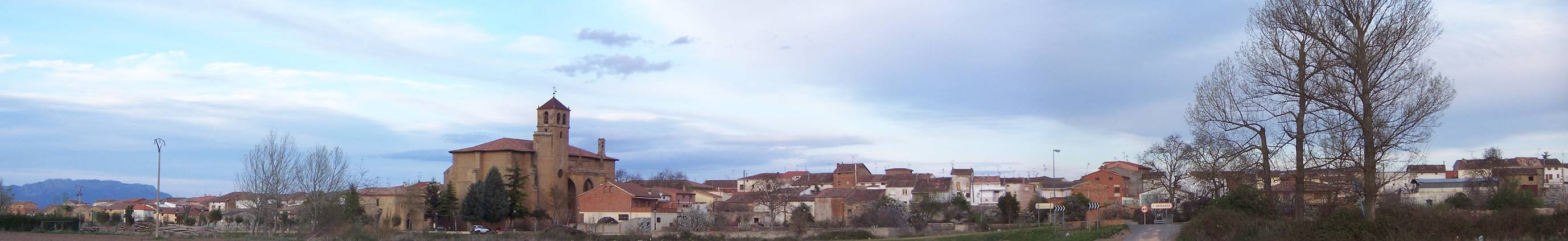
Vista de Bañares.

## Turismo

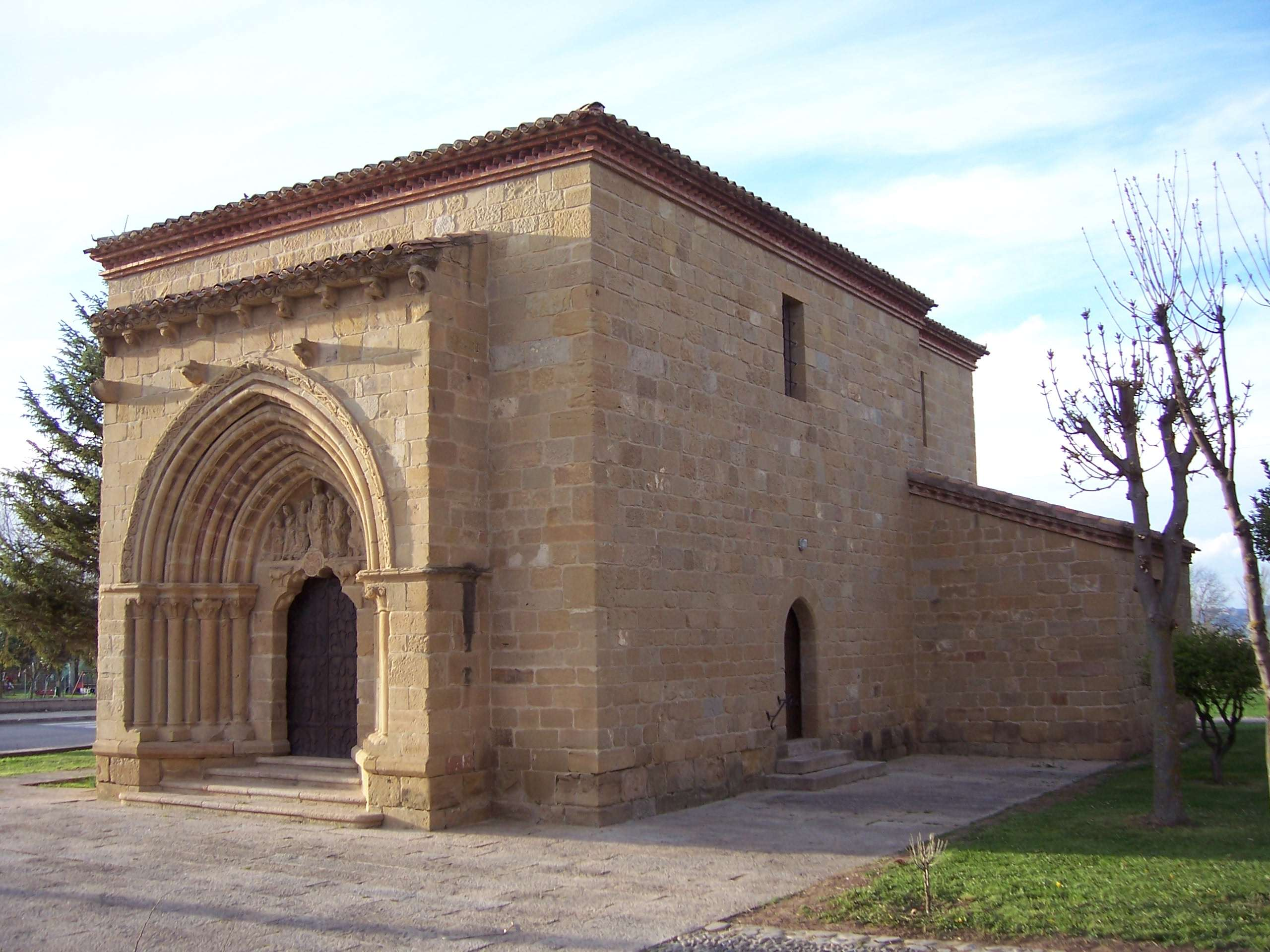
Ermita de la Santa Cruz.

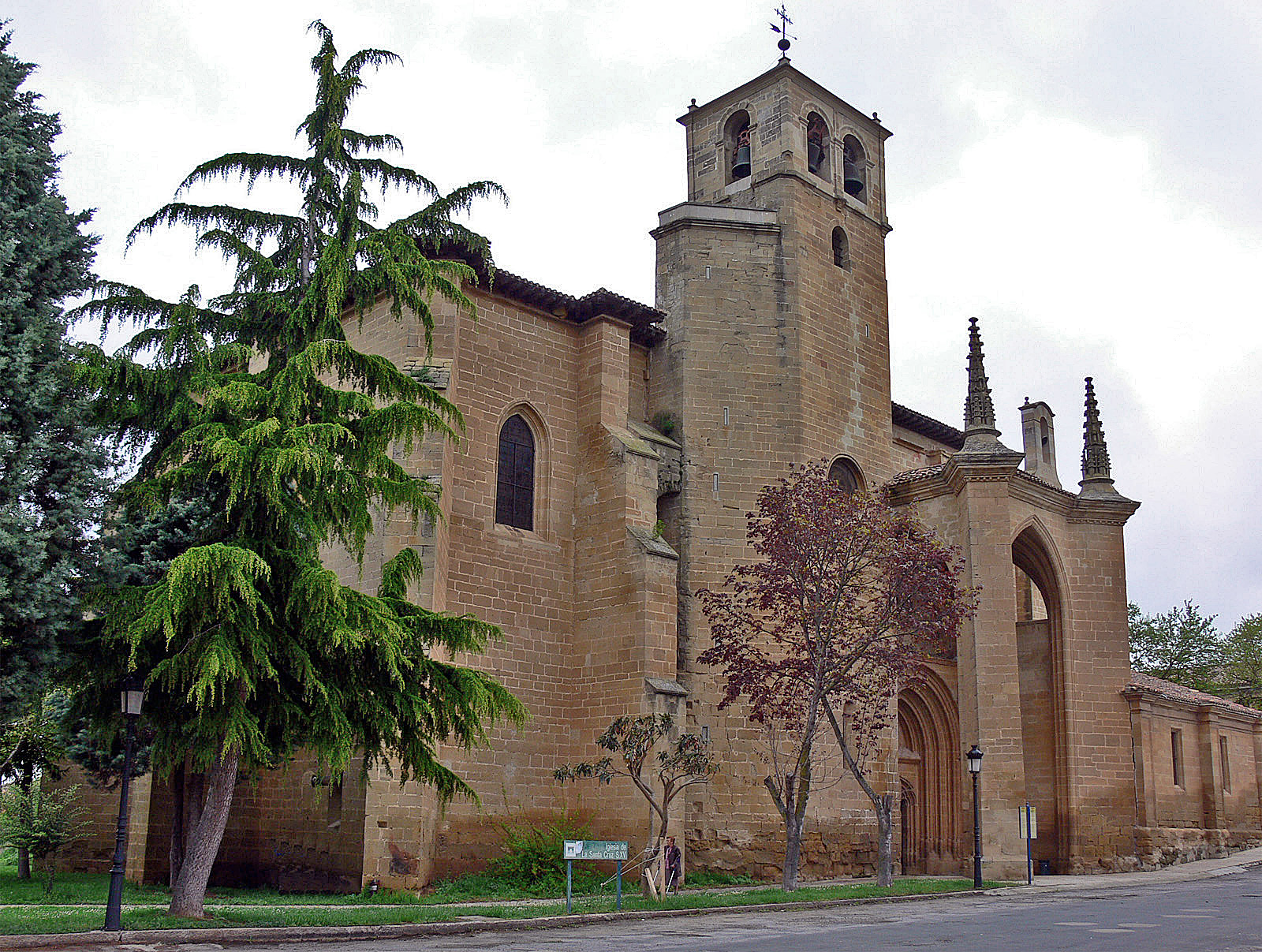
Iglesia de la Santa Cruz.

### Edificios y monumentos

#### Ermita de la Santa Cruz o de Santa María la Antigua
Antigua iglesia parroquial, de estilo románico fue construida hacia el siglo XII.
Al construirse la nueva iglesia con el título de la Santa Cruz, a la otra la llamaron de Santa María la Antigua.
Fue declarada Bien de Interés Cultural en la categoría de Monumento el 9 de abril de 1964.

#### Iglesia parroquial de la Santa Cruz
De construcción gótica. Se comienza a construir hacia el 1490 y se termina hacia 1510.
En el interior de la iglesia, se encuentra el arca de San Formerio. Es una de las joyas del arte románico español, los estudiosos la sitúan a mediados del siglo XII. Es de madera cubierta por chapas de cobre esmaltadas con diferentes motivos.
Fue declarada Bien de Interés Cultural en la categoría de Monumento el 9 de abril de 1964.

#### Castillo de Bañares
Este castillo se encuentra actualmente en ruinas, ya que la piedra fue vendida para construcción. Se conoce que disponía de anchos muros, torre del homenaje y un foso que lo defendía.
En la actualidad sólo se conservan ruinas del castillo de Bañares, situadas en el camino de salida hacia Hervías, que permiten reconstruir una planta rectangular, con acceso, orientado al este, en uno de los lados mayores, flanqueado por cubos cilíndricos, que también reforzarían los ángulos del rectángulo. Los muros eran de gran espesor y en talud. En su interior, se encontraba la torre del homenaje, adosada al paño sur. De planta rectangular, fue construida en sillería en los haces y con macizo interno de mampostería y morrillo, alcanzando los 3,5 m de espesor, aproximadamente. El espacio interior de esta torre se divide longitudinalmente (E-W) en dos naves, mediante dos arcos de medio punto que apoyan en un pilar cuadrado en el centro y en sendas ménsulas en los muros oriental y occidental.

## Fiestas
- El tercer fin de semana de agosto, se celebran las fiestas en honor de San Formerio. Estas integran actos religiosos, encierros, conciertos de rock y una multitudinaria comida celebrada el último día en el bello parque de La Salceda.
- El último domingo de julio se celebra el día en honor de la Virgen De La Antigua.

Sus fiestas patronales se celebraban a finales de septiembre, después de la recolección agrícola. Son en honor de san Formerio, patrono del pueblo.
El principal aliciente de estas fiestas son sus procesiones que empezaban con el día Gracias, celebrado el día 14 de septiembre, y posteriormente las fiestas patronales celebradas los días 24 y 25 de ese mismo mes. Actualmente las fiestas patronales se han trasladado al tercer fin de semana de agosto, pero el día 25 de septiembre se sigue celebrando Gracias. 
Cada día de las fiestas se celebra una procesión, donde los jóvenes llevan en danza al patrono por diversas calles del pueblo.
Antiguamente al haber más gente en el pueblo, entre las cuadrillas de jóvenes, siempre chicos, rivalizaban entre ellos para ver quien iba a ser la cuadrilla que danzase ese año, siempre primero habiéndole pedido permiso al Sr. Alcalde. Ahora es diferente ya no queda juventud y los responsables de enseñar a los futuros danzantes, tienen muchas dificultades para encontrar jóvenes que lo hagan, incluso han tenido que hacerlo las mujeres por falta de hombres.
Las danzas los dos primeros días se hacen con castañuelas, los danzadores son nueve ocho van vestidos de forma similar y el Cachirulo o Cachiburrio algo diferente. La indumentaria principal, es camisa y pantalón blancos con faja de color roja cintas de colores cruzadas al cuerpo sujetas con el faja, coderas con cintas de colores y las castañuelas también cosidas con cintas de colores. Y sobre los hombros un chal de colores llamativos. El calzado eran alpargatas de esparto blancas, con lazos de colores.
En las danzas con castañuelas hay dos ritmos uno el normal que se baila durante toda la procesión y otro que se realiza unos metros antes de entrar a la iglesia que se baila a gran velocidad en un tramo corto de espacio ya que los danzadores realizan pasos cortos y muy rápidos, esto se realiza haciendo un pasillo mientras entra el Santo y la comitiva de autoridades a la iglesia.
El segundo día de las fiestas las danzas se realizan con palos, son los llamados Troqueados. Hay varios bailes siendo los más pintorescos los llamados de las Espadas y el de los Oficios. En el primero se realiza una especie de combate entre dos danzantes, y posteriormente entran todos a la batalla, que finaliza sin vencedor ni vencido. 
En el de los Oficios como su propio nombre indica es una danza en la que intervienen todos y a su vez cada uno realiza un oficio diferente, como sastre, zapatero, herrero, violinista, cazamoscas etc.
Paralelo a toda esta parafernalia de cultura popular, existe otra no menos populista que solo se celebraba por esa zona. Se trataba de ir a rondar a los recién casados, cuando venían del viaje de novios. Solo se le hacía una vez a cada pareja y ese acto se llamaba “Pedir el Rebollo”. Por la noche cuando se acostaban, la cuadrilla de amigos y conocidos iban a rondar cantando a la puerta de la casa de los desposados y estos después agasajaban a sus amigos con licores y pastas hasta altas horas de la madrugada. 
Los cantos más conocidos con los que se rondaban a los recién casados son estos: 
Parece que te estoy viendo,
bajar por las escaleras
con la botella en la mano
y en la otra las galletas.
A estos recién casaditos
les venimos a rondar
y a darles la enhorabuena
con toda cordialidad.
A estos recién casaditos,
les deseamos fortuna
y a eso de los nueve meses
tengan un niño en la cuna.

## Gastronomía
Utiliza mucho los productos de la huerta, siendo ejemplo de ello la menestra de verduras (denominada Menestra riojana), patatas con chorizo, patatas con carne, pimientos de piquillo. También las carnes son excelentes, siendo buenos exponentes el chorizo local, morcillas y chuletillas al sarmiento aprovechando la madera resultante de la poda de los abundantes viñedos de la zona.

## Instalaciones deportivas
Frontón municipal, piscinas y campo de fútbol de la Salceda. 
Además existe una ruta cicloturística que discurre por el antiguo trazado de la vía de ferrocarril incluida en el catálogo de vías verdes.